# Prečna
Prečna je naselje v Občini Novo mesto. 
V naselju stoji župnijska cerkev sv. Antona Padovanskega. Na robu ozemlja leži tudi hangar letališča Novo mesto, katerega letališka steza nato poteka večinoma po ozemlju občine Straža.